# Euclides da Cunha

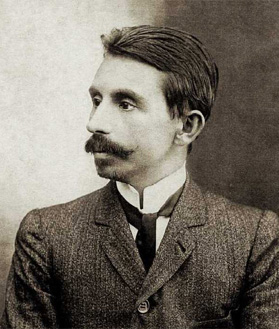
Euclides da Cunha um 1900

Euclides da Cunha (* 20. Januar 1866 in Cantagalo, Rio de Janeiro; † 15. August 1909 in Piedade, Rio de Janeiro) war ein brasilianischer Autor, Publizist und Militäringenieur.

## Leben
Euclides da Cunha besuchte die technische Hochschule des brasilianischen Heeres.
Sein bekanntestes Werk ist Os Sertões (deutsch 1994 unter dem Titel Krieg im Sertão), in dem er die Ereignisse um die Vernichtung der Siedlung Canudos beschrieben und damit einem größeren Leserkreis bekannt gemacht hat. Cunha war Zeit- und Augenzeuge des Canudos-Krieges, da er als Reporter der republikanischen Tageszeitung A Província de S. Paulo, heute der  O Estado de S. Paulo, die letzten drei Wochen des Militärfeldzuges miterlebte.
Der Schriftsteller Jorge Amado nannte dieses Werk das „am wenigsten gelesene, aber meistdiskutierte Buch Brasiliens“. Dem peruanischen Romancier Mario Vargas Llosa diente Os Sertões als Vorlage für seinen Roman La guerra del fin del mundo (1981). Er beschrieb Da Cunhas Werk als ein Handbuch zur lateinamerikanischen Seinsweise, da sämtliche kulturellen und ethnischen Elemente des Subkontinents darin vertreten seien.
Euclides da Cunha war stark beeinflusst vom Positivismus, Naturalismus und Darwinismus. Am 15. August 1909 versuchte da Cunha, den Geliebten seiner Frau Ana Emília, den Leutnant Dilermando de Assis, in dessen Haus zu erschießen. Nachdem er Dinorah de Assis, den Bruder des Leutnants, angeschossen hatte, wurde der Schriftsteller von Dilermando de Assis in Notwehr erschossen. Ana Emilia und ihr Liebhaber heirateten sobald es möglich war und hatten noch fünf Kinder.
Da Cunha zu Ehren wurde der unweit vom ehemaligen Canudos gelegene Ort Cumbe in Euclides da Cunha umbenannt.

## Werke
- 1902 Os Sertões, deutsch Krieg im Sertão, Frankfurt am Main: Suhrkamp 1994, Neuauflage (dritte Ausgabe) 2013, ISBN 978-3-518-42376-9.
- 1907 Contrastes e confrontos
- 1907 Peru versus Bolívia
- 1939 Canudos, diário de uma expedição – spätere Nachrichtenartikel in der Zeitschrift O Estado de São Paulo
- 1967 Canudos e inéditos – spätere Nachrichtenartikel in der Zeitschrift O Estado de São Paulo